# Кинбурн (линеен крайцер, 1915)
Кинбурн (на руски: Кинбурн) е недостроен линеен крайцер на руския императорски флот от типа „Измаил“.

## История на кораба
Поръчан е според „Програмата за спешно усилване на Балтийския флот 1912 – 1916 г.“, утвърдена от ДД на 6 юни 1912 г. съвместно със „Законопроекта за военноморския флот“, предвиждащ да има към 1930 г. две действащи и една резервна ескадри в състава на БФ.
Заложен е на 6 декември 1912 г. в Балтийския завод в Санкт Петербург. Старши строител на кораба е П. Е. Беляев. Спуснат на вода на 30 октомври 1915 г. Поради неблагоприятната икономическа ситуация построяването на крайцера е затруднена, макар и да се смята за първостепенна задача за завода.
След Февруарската революция построяването на линейния крайцер се забавя на стадий готовност 50%, а след Октомврийската революция е напълно прекратен, като корпусът на кораба е даден за дълговременно съхранение в пристанището. След края на Гражданската война са разгледани няколко проекта за дострояване на съда, обаче поради липса на средства те не са реализирани. На 21 август 1923 г. „Кинбурн“ е продаден на немска кораборазкомплектоваща фирма и на 16 октомври е подготвен за буксировка за Кил, където скоро е разглобен за метал.